# David Wiman
David Lepold Wiman (Göteborg, 1884. augusztus 6. – Göteborg, 1950. október 6.) olimpiai bajnok svéd tornász.
Részt vett az 1912. évi nyári olimpiai játékokon, és tornában a svéd rendszerű csapat összetettben aranyérmes lett.
Klubcsapata a Göteborgs GF volt.